# Pierre le Pelley II
Pierre le Pelley II (1758 – 1820) è stato il quattordicesimo Signore di Sark dal 1778 alla morte, avvenuta nel 1820.
Figlio di Pierre le Pelley I e Martha Careye, ereditò il titolo alla morte del padre, nel 1778.
Durante il periodo della Rivoluzione francese nuove idee giunsero a Sark minando l'autorità del Seigneur, in un tentativo di ristabilire il proprio prestigio Pierre diede avvio alla costruzione dell'attuale chiesa dell'isola, donando un proprio lotto di terreno per la sua edificazione e finanziandone in parte la spesa. Per coprire i restanti costi egli ebbe l'idea di affittare in perpetuo metà dei banchi della nuova chiesa (l'altra metà doveva rimanere libera) ad ognuna delle famiglie dell'isola, ancora oggi i discendenti delle famiglie versano la loro quota.
Alla sua morte gli succedette il figlio, Pierre le Pelley III.